# Paterna de Rivera (kommunhuvudort)
Paterna de Rivera är en kommunhuvudort i Spanien.   Den ligger i provinsen Provincia de Cádiz och regionen Andalusien, i den södra delen av landet, 500 km söder om huvudstaden Madrid. Paterna de Rivera ligger 129 meter över havet och antalet invånare är 5 306.
Terrängen runt Paterna de Rivera är varierad. Runt Paterna de Rivera är det ganska glesbefolkat, med 21 invånare per kvadratkilometer. Närmaste större samhälle är Medina Sidonia, 9,1 km sydväst om Paterna de Rivera. Trakten runt Paterna de Rivera består till största delen av jordbruksmark.